# جوليا دافيس آدامز
جوليا دافيس آدامز (بالإنجليزية: Julia Davis Adams)‏ (23 يوليو 1900 - 30 يناير 1993) كانت كاتبة أمريكية اشتهرت بكتاباتها في أدب الشباب، والروايات التاريخية والسيرة الذاتية. 
وُلدت آدتمز في كلاركسبيرج بولاية فرجينيا الغربية للمحامي ورجل الدولة جون دبليو وجوليا ليافيل ماكدونالد دافيس. التحقت بكلية ويليسلي وتخرجت من كلية بارنارد في عام 1922. كانت أيضًا عاملة اجتماعية نشطة وصحافية.
كتبت ديفيس روايتين غامضتين لموراي هيل نشرهما إف. دراكو: 
- كنيسة الشيطان (رينهارت، 1951) ، LCCN 51-10854
- سفرة بحرية مع الموت (رينهارت، 1952) ، LCCN 52-7157

## روابط خارجية
- Julia Davis في مستندات مكتبة الكونغرس، مع 21 كتالوج للسجلات
- ف. دراكو    [ رابط ميت دائم ] في سجلات LC، مع سجلين[ رابط ميت دائم ]